# Order Narodowy Beninu
Order Narodowy Beninu (fr. Ordre National du Bénin) – najwyższe odznaczenie państwowe w Republice Beninu. Jest przyznawany przez prezydenta Beninu osobom, które wyświadczyły znaczące zasługi dla państwa. Jest to jedno z dwóch postkolonialnych odznaczeń narodowych Beninu, drugim jest Medal Honorowy Policji. 